# Ciudad más innovadora del mundo
El reconocimiento a la «ciudad más innovadora del mundo» fue otorgado el 1 de marzo de 2013 a la ciudad de Medellín (Colombia) por Citigroup, el Urban Institute y The Wall Street Journal. Este reconocimiento se hizo por única vez, a partir de una votación abierta por internet. Las ciudades contrincantes fueron Nueva York y Tel Aviv (Israel).
Para la nominación de Medellín se tuvieron en cuenta aspectos como el funcionamiento del sistema de transporte (Metro), que reduce en las emisiones de CO2 en 175 mil toneladas al año; las escaleras eléctricas de la Comuna San Javier como obra de sostenibilidad y mejoramiento de calidad de vida; así mismo, la empresa pública de la ciudad de servicios públicos y las empresas Públicas de Medellín han contribuido a apoyar las metas y objetivos comunitarios públicos, tales como la mejora de la educación, etc.

## Votación
Esta tabla muestra las 3 ciudades finalistas de este premio y sus votos.
| Año          |          | Ganadora | Votos    |   | Segundo lugar | Votos |  | Te Aviv | Votos |
| 2013 Detalle | Medellín | 70 %     | New York | - | Tel Aviv      | -     |  |         |       |
|              |          |          |          |   |               |       |  |         |       |